# Альберто Фернандес (футболист)
1. REDIRECT Лопес Фернандес, Альберто